# Eduard-Rosenthal-Straße

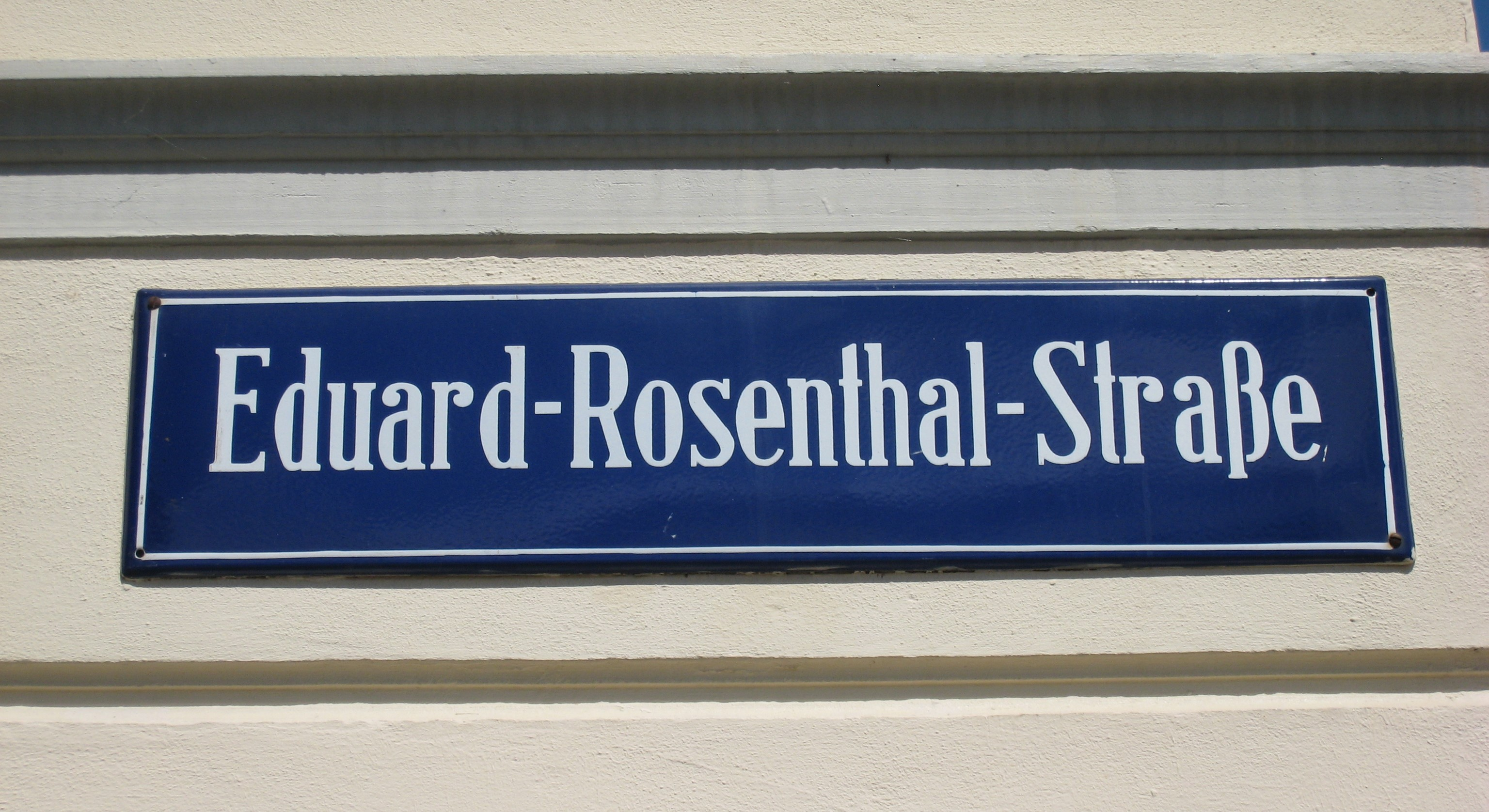
Straßenschild der Eduard-Rosenthal-Straße in Weimar

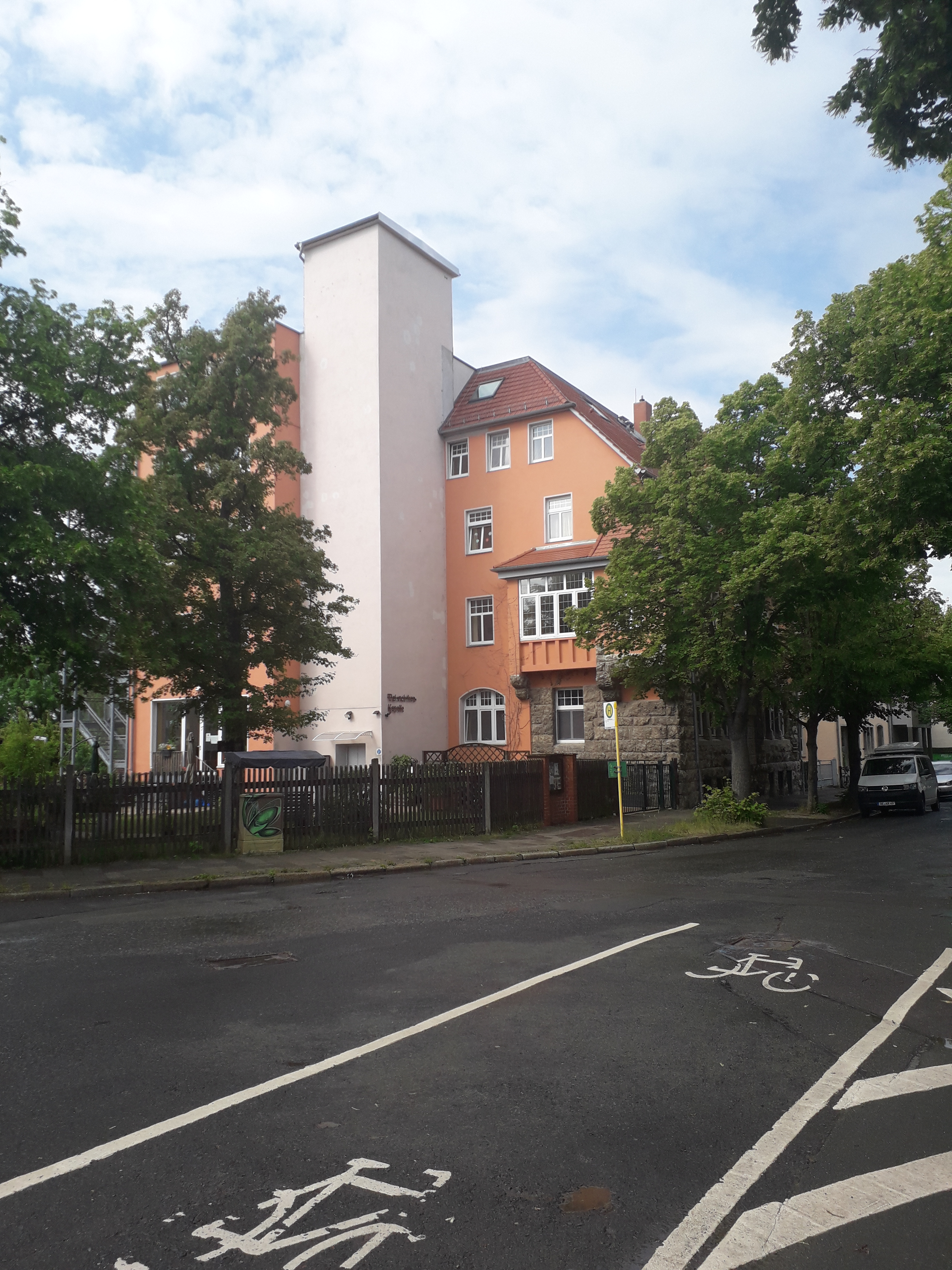
Melanchthon-Kapelle

In der Nordvorstadt von Weimar gibt es die Eduard-Rosenthal-Straße (ehemals Harthstraße), die nach Tiefurt führt. Sie erreicht Tiefurt aber nicht, sondern geht als Am Ilmhang weiter. Die heute nach dem Rechtshistoriker und Rechtswissenschaftler Eduard Rosenthal (1853–1926) benannte Straße ist eine Verbindungs- und Anliegerstraße. Sie beginnt an der Friedrich-Ebert-Straße und endet in Tiefurt Am Ilmhang, kurz nachdem sie den Dürren Bach überquert hat. Die Straße am Ilmhang wiederum dem Ilmlauf folgend endet an der Hauptstraße, wo sie zugleich an den Langen Weg trifft.
An Sehenswürdigkeiten ist in dieser Straße unter Eduard-Rosenthal-Straße 49 das Eisenbahnmuseum Weimar zu nennen, das seit 1980 als technisches Denkmal in Thüringen ausgewiesen ist. In der Eduard-Rosenthal-Straße 43 befindet sich die Agentur für Arbeit in Weimar. Zu bemerken ist auch die Melanchthon-Kapelle in der Eduard-Rosenthal-Straße 24, worin sich heute das Pflegeheim „Friedrich-Zimmer-Haus“ befindet. Benannt wurde dieses nach Friedrich Zimmer. An dem Jugendstilgebäude fällt der Turm auf. An diesem steht „Melanchthon-Kapelle“. Sowohl der Turm als auch das Gebäude der Melanchton-Kapelle sind moderne Anbauten.
Die Straße wird von einer Eisenbahnbrücke der Bahnstrecke Weimar–Gera überquert.
Außer dem Eisenbahnmuseum stehen weitere Gebäude wie die Eduard-Rosenthal-Straße 30 und 41, 41 a und b auf der Liste der Kulturdenkmale in Weimar (Einzeldenkmale).
Die Eduard-Rosenthal-Straße ist ebenso wie der Schlachthof (Weimar) einbezogen in das Wohnraumprojekt Kirschbergquartier.
Das frühere Hufeland-Krankenhaus mit der Adresse Eduard-Rosenthal-Straße 70 wurde ab 2016 zur modernen Wohnanlage Ro70 umgebaut.

## Varia
Im Jenaer Ortsteil Wenigenjena, Postleitzahlenbereich 07749, gibt es eine kurze Straße, die auch Eduard-Rosenthal-Straße heißt.